# Ezequiel Fernández
Ezequiel Fernández, né le 3 mars 1886 à Penonomé et mort le 26 mars 1946 à Panama, est un homme politique panaméen. Il est président du Panama du 16 au 18 décembre 1939.